# Bender Ziada
Bender Ziada (conosciuta anche come Bandar Ziada, Bandar Ziàda, Bender Siyaada, Bendersiyada, Gau, Kau, Qaw, Qoow), è una città della Somalia situata nella regione di Bari.